# 金子邦彦
金子 邦彦（かねこ くにひこ、1956年 - ）は、日本の物理・生物学者。専門は非線形物理学・複雑系・理論生物学。理学博士。コペンハーゲン大学ニールス・ボーア研究所教授。東京大学名誉教授。

## 来歴
横浜市生まれ。1984年東京大学大学院理学系研究科博士課程修了、「非線形非平衡系におけるトーラスの崩壊とカオスの発生」で理学博士。1986年東京大学教養学部助手、1990年助教授、1994年教授、1996年大学院総合文化研究科教授（大学院重点化に伴う配置換え）。2022年退官、同年ニールス・ボーア研究所教授。

## 著書
- カオスの紡ぐ夢の中で 1998.1 (小学館文庫) のちハヤカワ文庫
- 生命とは何か 複雑系生命論序説 東京大学出版会 2003.10

## 共編著
- 複雑系のカオス的シナリオ 津田一郎共著 朝倉書店 1996.6 (複雑系双書)
- 生命システム 郡司ペギオー幸夫,高木由臣共著 青土社 1997.11 (複雑系の科学と現代思想)
- 複雑系の進化的シナリオ 生命の発展様式 池上高志共著 朝倉書店 1998.7 (複雑系双書)
- 複雑系のバイオフィジックス 共立出版 2001.8 (シリーズ・ニューバイオフィジックス)

## 参考
- http://bookweb.kinokuniya.co.jp/htm/4150503648.html
- J-GLOBAL